# Mick Herron
Pour les articles homonymes, voir Herron.
Œuvres principales
- Série Zoë Boehm
- Série Jackson Lamb

Mick Herron, né le 11 juillet 1963 à Newcastle upon Tyne, en Angleterre, est un écrivain britannique, auteur de romans policiers.

## Biographie
Mick Herron fait ses études supérieures au Balliol College de l'Université d'Oxford, où il obtient un diplôme en anglais.
En 2003, il publie son premier roman, Down Cemetery Road. C'est le premier volume d'une série consacrée à Zoë Boehm, une détective privée à Oxford.
En 2010, avec La Maison des tocards, il commence une série d'espionnage, intitulée Jackson Lamb, mettant en scène des agents du MI5. Avec le deuxième volume de cette série, Les lions sont morts, paru en 2013, il est lauréat du Gold Dagger Award 2013. Elle est adaptée en une série télévisée, Slow Horses, diffusée à partir de 2022 sur Apple TV+.
Ses nouvelles sont régulièrement publiées dans Ellery Queen's Mystery Magazine et sont rassemblées dans un recueil All the Livelong Day, paru en 2013.

## Œuvre

### SérieZoë Boehm
1. (en) Down Cemetery Road, 2003
2. (en) The Last Voice You Hear, 2004
3. (en) Why We Die, 2006
4. (en) Smoke and Whispers, 2009

#### Nouvelles
- (en) Remote Control, 2007
- (en) The Other Half, 2008
- (en) Proof of Love, 2008
- (en) Mirror Image, 2010
- (en) What We Do, 2013

### SérieJackson Lamb
1. La Maison des tocards, Presses de la Cité, coll. « Sang d'encre », 2011 ((en) Slow Horses, 2010), trad. Samuel Sfez, 381 p.  (ISBN 978-2-258-08882-5)Réédition Actes Sud, coll. « Babel noir » no 166, 2016, 391 p. (ISBN 978-2-330-07042-7)
2. Les lions sont morts, Actes sud, coll. « Actes noirs », 2017 ((en) Dead Lions, 2013), trad. Samuel Sfez, 339 p.  (ISBN 978-2-330-07828-7)Réédition Actes Sud, coll. « Babel noir » no 305, 2024, 464 p. (ISBN 978-2-330-18965-5)
  1. (en) The List, 2015, roman court
3. Mission Tigre, Actes sud, coll. « Actes noirs », 2024 ((en) Real Tigers, 2016), trad. Laure Manceau, 352 p. (ISBN 978-2-330-19072-9)
4. (en) Spook Street, 2017
5. (en) London Rules, 2018
6. (en) Joe Country, 2019
7. (en) Slough House, 2021
8. (en) Bad Actors, 2022

### Romans indépendants
- (en) Reconstruction, 2008
- Agent hostile, Actes sud, coll. « Actes noirs », 2020 ((en) Nobody Walks, 2015), trad. Thomas Luchier, 352 p.  (ISBN 978-2-330-14171-4)
- (en) This is What Happened, 2018
- (en) The Secret Hours, 2023

### Recueil de nouvelles
- (en) All the Livelong Day, 2013

### Nouvelles indépendantes
- (en) Lost Luggage, 2006
- (en) The Very Bad Man, 2009
- (en) Dolphin Junction, 2009
- (en) Kicking Off, 2013

## Prix et distinctions

### Prix
- Gold Dagger Award 2013 pour Dead Lions[1]
- Prix CWA Ian Fleming Steel Dagger 2017 pour Spook Street[1]
- Diamond Dagger 2025[1]

### Nominations
- Prix CWA Ian Fleming Steel Dagger 2010 pour Slow Horses[1]
- Prix Barry 2014 du meilleur thriller pour Dead Lions[2],[3]
- Prix Macavity 2014 du meilleur roman pour Dead Lions[4]
- Prix CWA Ian Fleming Steel Dagger 2015 pour Nobody Walks[1]
- Gold Dagger Award 2017 pour Spook Street[1]
- Gold Dagger Award 2018 pour London Rules[1]
- Steel Dagger Award 2018 pour London Rules[1]
- Prix Barry 2019 du meilleur thriller pour London Rules[3]
- Gold Dagger Award 2020 pour Joe Country[1]
- Prix Barry 2022 du meilleur thriller pour Slough House[3]
- Prix Barry 2023 du meilleur thriller pour Bad Actors[3]
- Prix Barry 2024 du meilleur thriller pour The Secret Hours[3]
- Prix Thriller 2024 du meilleur roman pour The Secret Hours[5]
- Gold Dagger Award 2024 pour The Secret Hours[6]